# Лонг Крик (Илиноис)
Лонг Крик (енгл. Long Creek) град је у америчкој савезној држави Илиноис.

## Демографија
По попису из 2010. године број становника је 1.328, што је 36 (-2,6%) становника мање него 2000. године.
| Група             | 2000.         | 2010.         |
| Белци             | 1.341 (98,3%) | 1.304 (98,2%) |
| Афроамериканци    | 6 (0,4%)      | 0 (0,0%)      |
| Азијати           | 4 (0,3%)      | 4 (0,3%)      |
| Хиспаноамериканци | 7 (0,5%)      | 11 (0,8%)     |
| Укупно            | 1.364         | 1.328         |